# Luna, Isabela
Luna là một đô thị hạng 5 ở tỉnh Isabela, Philippines. Theo điều tra dân số năm 2007, đô thị này có dân số 15.884 người trong 2.965 hộ.

## Các đơn vị hành chính
Luna được chia ra 19 barangay.
| - Bustamante - Centro 1 - Centro 2 - Centro 3 - Concepcion - Dadap - Harana - Lalog 1 - Lalog 2 - Luyao | - Macañao - Macugay - Mambabanga - Pulay - Puroc - San Isidro - San Miguel - Santo Domingo - Union Kalinga |